# Passe aidée

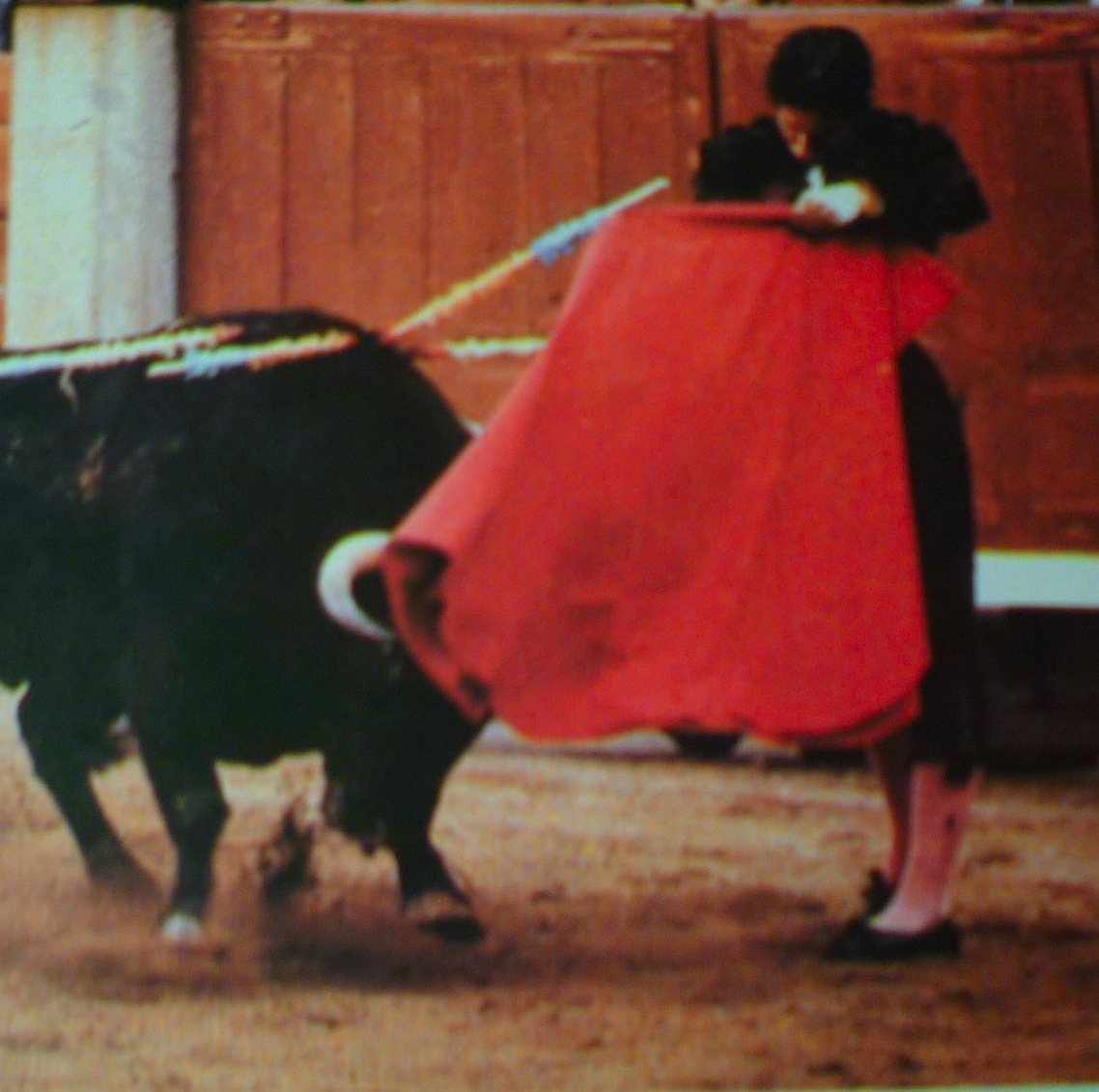
Naturelle exécutée en passe aidée

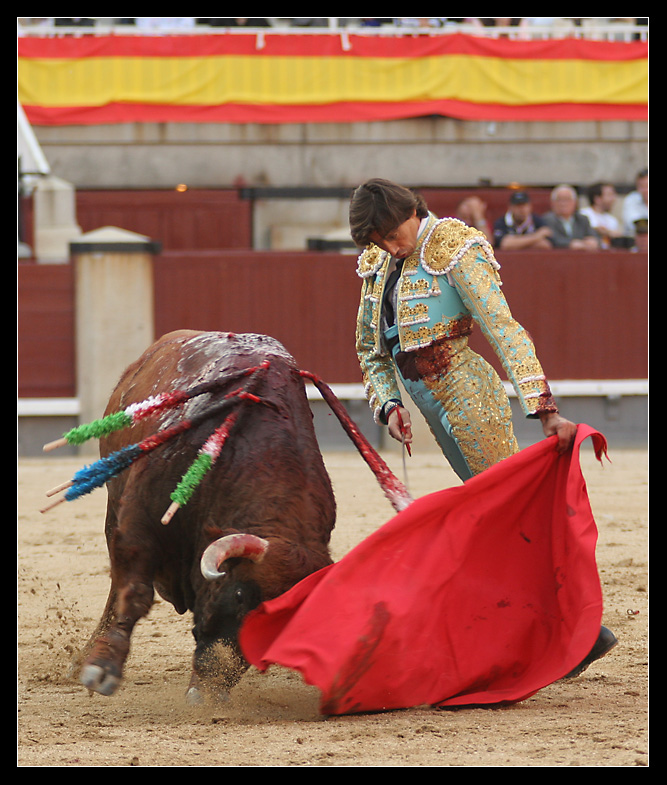
Passe aidée de Curro Díaz

Dans le monde de la tauromachie, une passe aidée est toute passe de muleta effectuée de la main gauche, dans laquelle le matador soulève l'étoffe avec l'épée tenue dans la main droite. Elle donne lieu à un grand nombre de variantes qui portent généralement un nom lié au matador qui l'a inventée. 

## Description et nomenclature
Pour toutes les passes aidées, la pointe de l'épée est généralement piquée dans le coin le plus éloigné de l'étoffe, de sorte que la muleta est agrandie. Il existe des passes « aidées par le bas », « aidées par la ceinture » ou « aidées par le haut ».
L'aidée par le bas dite « à la Joselito » rabat l'étoffe sur le mufle du taureau. L'épée tenue verticalement incline la muleta vers le sol, la passe est ainsi raccourcie.
Avec l'« aidée par la ceinture », la muleta est retirée brusquement de la vue du taureau dès que ses cornes ont dépassé le torero. C'est le cas pour le  « kikiriki » dont le nom reproduit le cri du coq, en référence  à son inventeur Rafael Gómez Ortega « El Gallo » (« le Coq »),.
L'« aidée par le haut » fait passer la muleta au-dessus des cornes. Elle sert à corriger la tendance d'un taureau à garder la tête basse. On l'utilise souvent pour les animaux « fuyards ». Parmi les aidées par le haut célèbres, on peut citer  la « Sanjuanera de Procuna » dans laquelle le torero tourne sur lui-même. Cette passe a été créée par le torero mexicain Luis Procuna.
La statuaire est également considérée comme une passe aidée par le haut. La naturelle et le derechazo peuvent aussi être exécutés en « passe aidée ».